# Marie-Élisabeth de Suède
Titre
Duchesse consort d'Östergötland
29 novembre 1612 – 7 août 1618
(5 ans, 3 mois et 6 jours)
Marie-Élisabeth de Suède  (en suédois : Maria Elisabet av Sverige) était une princesse de Suède de la dynastie Vasa née le 10 mars 1596 au château d'Örebro et morte le 7 août 1618 au château de Bråborg. Elle est duchesse consort d'Östergötland en vertu de son mariage avec le prince Jean de Suède.

## Biographie
Marie-Élisabeth est la première fille et le deuxième enfant issu du mariage du duc Charles (futur Charles IX) avec sa deuxième femme Christine de Holstein-Gottorp. Elle est la sœur cadette de Gustave II Adolphe.
Le 29 novembre 1612, elle épouse son cousin germain Jean, duc d'Östergötland. Leur union reste stérile.
Son mari meurt le 5 mars 1618 et elle le suit dans la tombe cinq mois plus tard. Ils sont inhumés ensemble dans la cathédrale de Linköping.

## Titulature
- 22 mars 1604 — 29 novembre 1612 : Son Altesse royale la princesse Marie-Elisabeth de Suède-Finlande.
- 29 novembre 1612 — 5 mars 1618 : Son Altesse royale la princesse Marie-Elisabeth de Suède-Finlande, duchesse consort d'Östergötland.
- 5 mars 1618 — 7 août 1618 : Son Altesse royale la princesse Marie-Elisabeth de Suède-Finlande, duchesse douairière d'Östergötland.

## Sources
- (en) Cet article est partiellement ou en totalité issu de l’article de Wikipédia en anglais intitulé « Princess Maria Elizabeth of Sweden » (voir la liste des auteurs).